# Chilanga (El Salvador)
Chilanga è un comune del dipartimento di Morazán, in El Salvador.